# Difenylethylendiamin
Difenylethylendiamin, přesněji 1,2-difenylethylendiamin, je organická sloučenina patřící mezi deriváty ethylendiaminu. Vytváří tři stereoizomery: meso (R,S-), S,S- a R,R-. Chirální izomery se využívají při asymetrické hydrogenaci. Oba chirální diastereomery jsou bidentátními ligandy.

## Příprava
1,2-Difenylethylendiamin lze získat redukční aminací benzilu. Chirální izomery lze od sebe oddělit pomocí kyseliny vinné. R,R enantiomer má v methanolu specifickou otáčivost [α]23 +106±1°.

## Použití
N-tosylovaný derivát 1,2-difenylethylendiaminu se používá na přípravu ligandů, které jsou součástí katalyzátorů používaných v asymetrické syntéze; například (cymen)Ru(S,S-TsDPEN) katalyzuje hydrogenaci benzilu na (R,R)-hydrobenzoin. Jako zdroj vodíku přitom slouží mravenčanový anion:
C6H5C(O)C(O)C6H5 + 2 H2 → C6H5CH(OH)CH(OH)C6H5 (R,R izomer)
Tato reakce je příkladem desymetrizace, symetrický benzil se zde přeměňuje na nesymetrický produkt.
Difenylethylendiamin tvoří základ druhé generace rutheniových chirálních katalyzátorů hydratačních reakcí, které vyvinul Rjódži Nojori.